# David Parlett
David Parlett (født 1939 i London) er en engelsk spilkonstruktør, spilforsker og spillebogsforfatter. Han er regnet for verdens førende autoritet indenfor kortspillenes historie. Parlett er blandt andet opfinder af brætspillet "hare and tortoise" og adskillige originale kortspil, heriblandt 99. Han er forfatter til bl.a. de to anerkendte spilhistorier The Oxford Guide to Card Games og The Oxford History of Board Games samt The Penguin Encyclopedia of Card Games, der er verdens pt. mest komplette fortegnelse over og beskrivelse af kortspil. David Parlett har desuden været konsulent vedrørende kortspilsscener i talrige britiske og amerikanske spillefilm.
Han har en umiversitetsgrad i fransk og tysk fra universitetet i Aberystwyth i Wales og har udover sit ludologiske forfatterskab også udgivet lærebøger i sprog, samt en oversættelse af Carmina Burana.

## Spil
Kortspil:
- Bugami
- 99
- LifeCards – the Green Card Game
- Asterix – the Card Game
- Abstrac

Øvrige spil:
- Hare and Tortoise
- The puzzle of Oz
- Shoulder to Shoulder
- Pot Black, snooker dice
- "Rainbow" Junior Scrabble
- The Gnümies Party Game
- Zoo Party / 7Safari / Alles für die Katz
- All Around the House game